# 一筆OUT消
《一筆OUT消》是一個源自英國的電視遊戲節目，世界多處地方均有製作當地版本。節目於2000年英國廣播公司第二台（BBC Two）首播，其後大受歡迎，獲世界各地的電視台購下製作權播映。
英文原名Weakest Link解作「最弱一環」。遊戲節目中，各個參賽者要一個接一個連續正確解答問題，才能獲得最高獎金，情況猶如鎖鏈中一環扣一環。每回合參賽者會互相投票選出該回合的「最弱一環」，他會被主持人驅逐出局離場。

## 節目形式
英國首先推出的《一筆OUT消》每集節目有9名參賽者，在限時內輪流回答常識問題。參賽者每答對一條問題，接下來回答問題的人可累積的獎金越高。節目中所問的每條問題均是無選擇問題。可累積獎金遞增的金額在電視觀眾螢幕左方顯示，圖示稱作搖錢樹。每個回合的目標是要讓各參賽者連續正確回答問題，讓可累積獎金達到搖錢樹的最高點，即1000英鎊（如果限時內累積獎金已達到搖錢樹的最高點，則計時中的遊戲自動結束，直接進入參賽者投票淘汰「最弱一環」階段）。不過，如果過程中有人答錯任何一條問題，可累積獎金即告報銷。參賽者被問問題之前，可以叫出「Bank」（銀行），讓獎金得以儲存保留；不過則要重新連續答對問題，讓可累積獎金從零計算。不叫「Bank」而答對問題，雖然能夠累積更高獎金，但同時要面對答錯問題、而失去所有可累積獎金的機會成本。倒计时归零后，未“Bank”的金额将不作数。
每回合結束後，各參賽者投票決定誰是該回合「最弱一環」（The Weakest Link）。通常這是投票人認為浪費時間最多、不能合理地叫Bank、或是答錯問題最多的參賽者。公佈投票結果前，電視觀眾可以透過旁述，得知哪位參賽者在統計上是「最弱一環」和「最強一環」（The Strongest Link）。投票結果選出「最弱一環」，得票最多的會被驅逐出局離場，不會獲得任何獎金。一種投票策略是前期淘汰較差者以累積獎金，後期淘汰實力強者以避免與自己競爭。
每回合限時會扣減10秒，並於完結後進行投票驅逐一名參賽者。得票相同時，會由該回合的「最強一環」決定哪位參賽者出局。
經過多個回合，節目最後剩下兩名參賽者。兩名參賽者作最後一次計時回答問題累積獎金後，會進行互相對戰。主持人會不計時以梅花間竹形式問5條問題，其中答對較多者成為當集節目的最後勝出者。和賽者會以即時死亡制完成遊戲。最後勝出者可獲得當集節目總共累積的所有獎金，敗者如其他參賽者一樣分毫不獲。
目前已知日播版的英国版《智者为王》最高奖金（最高可能是10000英镑）是7750英镑，最低奖金只有750英镑。

### 成功因素
原英國版《一筆OUT消》推出時與過往遊戲節目截然不同。錄影場地環境幽暗，配以冷色燈光；節目本身又鼓勵參賽者公開互相挑戰及衝突；主持人也沒有一般遊戲節目的和藹、鼓勵態度。最大特色可歸功於節目主持人安·羅賓遜。每個回合結束後，主持人都會對各參賽者冷嘲熱諷，批評參賽者智力低落，未能達成累積最高獎金。主持人會以口頭禪「你就是最弱者，再見」（You are the weakest link, goodbye）來驅逐參賽者離場，成為節目的標誌。
主持人嘲諷態度的原意是為了造成幽默的效果，而這也在多數轉播或製作當地版本的國家或地區廣受歡迎。不過也有不能欣賞這種英国式幽默的團體或媒體評論員，指摘此舉鼓吹仇視、破壞了互信和諧等社會價值，如下文提到的香港版本，此举就备受争议。该节目的报名者络绎不绝，但是，因为节目设计的巧妙的奖金控制制度，每一回合还有最高金额限制，所以，即使节目播出数千集，节目组的奖金支出却并不多。

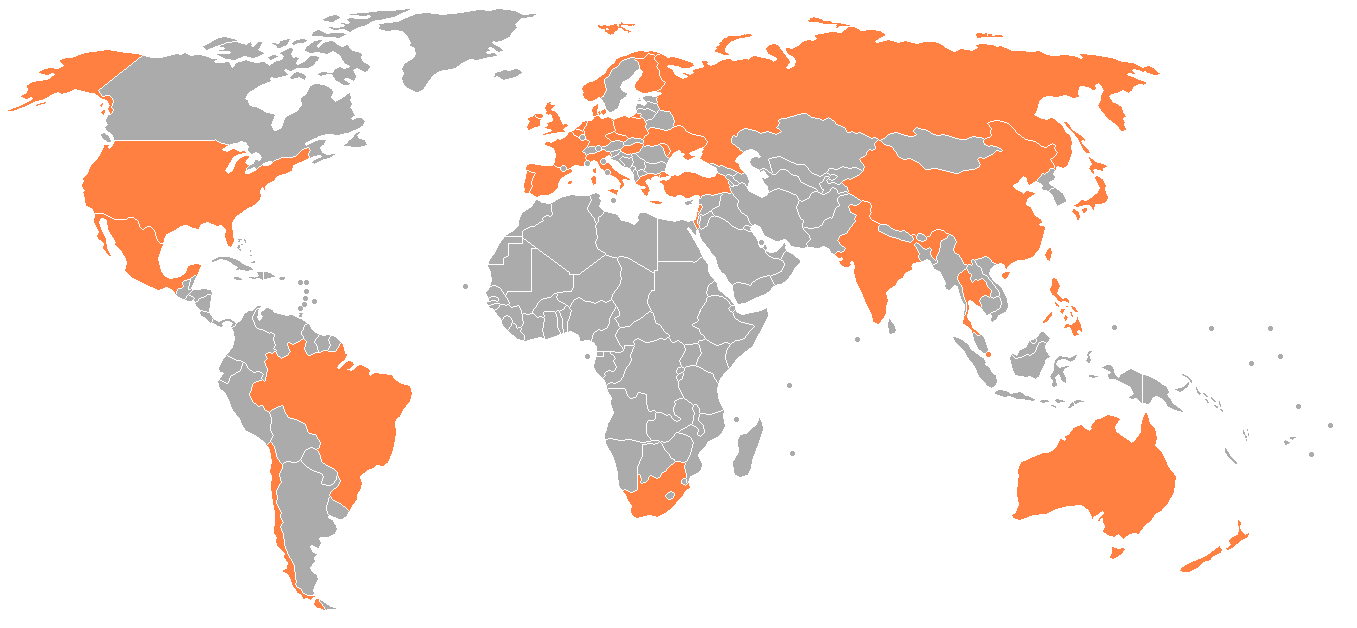
橘色部份為到2009年为止授權播放《一筆OUT消》的國家與地區

## 世界各地版本
《一筆OUT消》獲得全世界超過50個國家或地區轉播或製作當地版本。大部分節目主持人都是紅髮的女性，和英國原版的羅賓遜類似。但也有個別如愛爾蘭、意大利、台灣、菲律賓、日本等版本的主持人是男性。
製作當地版本的國家和地區有：英國、美國、愛爾蘭、意大利、智利、南非、波蘭、菲律賓、香港、澳洲、墨西哥、德國、法國、台灣、葡萄牙、俄羅斯、日本、土耳其、新西蘭、西班牙、新加坡、中國大陸、比利時、希臘、匈牙利、以色列、丹麥、泰國等。

## 中文版本

### 台灣版本
台灣以《智者生存》為名，由衛視中文台播出，由友松傳播製作。節目播出時間為2001年10月22日起，至2002年2月11日為止，因版權費用龐大問題，只播出了27集。
節目以國語製播，共有兩輯，第一輯主持人是于美人，第二輯主持人為知名作家曾陽晴。
于美人的主持風格較為嚴肅，曾陽晴則較為輕鬆。第一輯中的標誌是採用原英國版本的WEAKEST LINK標誌，第二輯的時候，標誌已加上《智者生存》的字樣。

### 新加坡版本
新加坡的新傳媒共製作兩種版本。中文版本於新傳媒8頻道播放，以《智者生存》為名，由崔麗心主持，以華語播放。崔麗心驅逐參賽者的口頭禪由原英國版本直譯過來：「你是最弱的一環，再見！」
中文版本播放完畢後，英文版本於新傳媒5頻道播放。

### 中國大陸版本
中國大陸版本初以《汰弱留強·智者為王》為名，由陳魯豫主持，以普通話播放，由南京電視台製作，於中國大陸多個電視台播放。
由第二輯起，節目改名為《智者為王》，由沈冰主持；第三輯則由夏青主持。

### 香港版本

香港版《一筆OUT消》片頭，主持人是鄭裕玲。

香港版本《一筆OUT消》（正式製作前稱為《最弱的一環》）以廣東話製作，取各參賽者動筆投票、讓對手「一筆勾消」的諧音而得。節目由無綫電視製作，2001年8月20日於翡翠台首播，至2002年1月播放最後一集，一共製作了108集，集數之長為無綫遊戲節目少有。2014年2月於無綫網絡電視旗下的TVB Good Show台重播。
每集節目有8名參賽者，首回合限時2分30秒，每回合遞減10秒。搖錢樹遞增金額為HK$3,000、$7,000、$15,000、$30,000、$75,000、$150,000、$225,000、$375,000。首六個回合每回最高獎金375,000元，而最後剩下兩名參賽者時獎金雙倍計算，讓一集節目的最高獎金是300萬元。無綫電視在宣傳節目時經常着重此點，不過遊戲實際進行時，這個金額根本極難達到。
主持人鄭裕玲驅逐參賽者的口頭禪是「你係眾望所歸、冇得留低。你要一筆OUT消，Goodbye！」
一般認為，無綫電視利用這個節目挽回因對手亞洲電視播放《百萬富翁》而大幅流失的黃金時間收視率。香港版首播時，頭六集由於有BBC的工作人員在場監察，故電視台須依照英國原版以冷酷無情的態度對待參賽者，但這樣的安排並沒有受到觀眾的歡迎，電視台甚至因此而接獲觀眾投訴。節目後來屈服於輿論壓力，鄭裕玲改為向參賽者報以笑容及鼓勵，收視率繼而上升，出現跟《百萬富翁》平分春色的局面。
在香港有關《一筆OUT消》的投訴：

二十六位觀眾投訴有關節目。投訴事項包括：節目描繪參賽者淘汰其他參賽者以獨得獎金，內容意識不良、歧視少眾、女性及長者、對兒童及社會有不良影響，以及不適合在合家欣賞時間播放；節目應列為「家長指引」類別及應該禁播；一名落敗者作出粗口手勢，對兒童有不良影響；現場觀眾及節目的緊張氣氛令人受驚；以及女主持虐待及嘲諷參賽者和錯用中國成語「眾望所歸」。 

節目播出後期由於接近無綫電視台慶和吸引觀眾，每集均邀請不同藝人參與，冠軍須將一半獎金捐給自選慈善機構（他亦可選擇把獎金全數捐出）。

## 註腳
1. ↑  李維特; 杜伯納. . 大塊文化出版股份有限公司. 2014-08-01  [2019-01-24]. ISBN 9789867291936. （原始内容存档于2019-09-22） （中文（臺灣））.
2. ↑   (PDF).   [2017-11-07]. （原始内容存档 (PDF)于2020-10-18）.

## 外部連結
- 英國廣播公司官方網站（页面存档备份，存于）（英文）
- 香港版《筆OUT消》官方網站（繁體中文）
- 臺灣版網站（页面存档备份，存于）（繁體中文）
- Erica Klarreich，一筆OUT消的最強策略（页面存档备份，存于），載《新科學家》，2002年1月16日。（英文）
- 李怀宇，益智节目：领导香港电视战场，載《中国新闻传播学评论》，2002年12月27日（简体中文）
- 《筆Out消被責鼓吹仇視》，載香港《明報》，2001年8月17日。（繁體中文）